# Casados con hijos (Argentina)
Casados con hijos es una sitcom argentina, versión de la estadounidense Married with Children, que se transmitió originalmente entre el 12 de abril de 2005 y el 28 de diciembre de 2006 por el canal Telefe. Muestra la historia de una familia disfuncional de clase media-baja, los Argento, y la de sus vecinos de clase media-alta, los Fuseneco, teniendo que sobrevivir en Bajo Flores, un barrio de Buenos Aires, con el bajo sueldo del padre de familia, las extravagancias de la madre y la torpeza de los dos hijos, y a sobrellevar las desventuras de la pareja con sus propios problemas de por medio.
La serie está protagonizada por Guillermo Francella, Florencia Peña, Luisana Lopilato, Darío Lopilato, Érica Rivas y Marcelo de Bellis. Cuenta también con la participación de la perra Violeta como Fatiga y demás actores y actrices invitados.

## Información general
En enero de 2005 comenzaron las grabaciones y el 12 de abril salió por la pantalla de Telefe con una medición de 28.9 puntos de índice de audiencia en su primer capítulo. Sin embargo, la audiencia, no pudo mantenerse, y las mediciones se mantuvieron en un promedio de 18 puntos.Tras haber emigrado por diferentes horarios —23:00; 22:30; 20:00; 21:00—, la audiencia de las repeticiones de la primera temporada lograron superar a las emisiones originales, convirtiéndolo en uno de los programas más vistos de 2005 y 2006.
El éxito de los capítulos ya emitidos obligó a la televisora a realizar una segunda temporada. Titulada: Casados con hijos 2. La cual se estrenó el 14 de agosto de 2006, a las 21:30 (UTC-3), alcanzando una media de 33.3 puntos de índice de audiencia, siendo uno de los envíos de ficción de mayor audiencia de ese año. La serie, en total, cuenta con 212 episodios; habiendo 137 capítulos en su primera temporada y 75 capítulos en la segunda.
El éxito de la serie trascendió las fronteras de Argentina, siendo también emitida por canales locales en Uruguay (donde también consiguió ser una de las series más vistas), en Paraguay, Perú y Rumania y otros países de Europa. En este último país, transmitida bajo el nombre de: Familia Argento.
La comedia se ha convertido en un gran clásico, y en una serie de culto en la televisión argentina, motivo por el cual Telefe lo repitedesde 2007, hasta la actualidad, sigue emitiendo episodios al azar con un moderado número de audiencia.

## Funcionamiento del programa
Un aspecto de la serie es que se basa especialmente en la realización de diálogos cómicos, predominando así el diálogo y no la acción. Por ello posee guiones elaborados y diálogos pensados y bien estructurados. Principalmente los diálogos más trabajados y humorísticos son los de Pepe, Coqui y María Elena. Otra característica de la serie es la utilización de risas y expresiones de fondo que acompañan los chistes y los comentarios que se hacen, esto acentúa en gran medida la carga emocional de las situaciones.
Se utiliza principalmente el corte como método de transición entre planos, porque es la forma más común de hacer una transición en el desarrollo de la escena, aunque cuando se cambia de escena se puede notar que se utiliza la superposición rápida de personajes y la transición rápida al otro escenario, esto se hace para evitar que la serie se vuelva monótona y la haga algo pesada. En la presentación del programa se utiliza el barrido como método práctico y dinámico en una presentación de personajes acompañado de música.
Cuando se aplican los cortes es muy frecuente el corte de continuidad, principalmente porque en la serie hay más diálogos que acción, sin embargo, hay ciertas ocasiones en que se puede ver que se aplican cortes relacionales, como por ejemplo, cuando un personaje se dirige a la puerta que va a la cocina desde la sala principal, corta, y aparece entrando en la cocina.

## Reparto
| Guillermo Francella | José «Pepe» Argento                | Principal | Principal | Principal | Principal |  |  |  |  |  |  |  |  |  |  |  |  |  |  |  |  |  |  |  |  |  |  |  |  |  |  |  |  |  |  |  |  |  |  |  |  |  |  |  |  |  |  |  |  |  |  |  |  |  |  |  |  |  |
| Florencia Peña      | Mónica «Moni» Protelli de Argento  | Principal | Principal | Principal | Principal |  |  |  |  |  |  |  |  |  |  |  |  |  |  |  |  |  |  |  |  |  |  |  |  |  |  |  |  |  |  |  |  |  |  |  |  |  |  |  |  |  |  |  |  |  |  |  |  |  |  |  |  |  |
| Érica Rivas         | María Elena Caradagián de Fuseneco | Principal | Principal |           |           |  |  |  |  |  |  |  |  |  |  |  |  |  |  |  |  |  |  |  |  |  |  |  |  |  |  |  |  |  |  |  |  |  |  |  |  |  |  |  |  |  |  |  |  |  |  |  |  |  |  |  |  |  |
| Marcelo de Bellis   | Dardo Américo Fuseneco             | Principal | Principal | Principal | Principal |  |  |  |  |  |  |  |  |  |  |  |  |  |  |  |  |  |  |  |  |  |  |  |  |  |  |  |  |  |  |  |  |  |  |  |  |  |  |  |  |  |  |  |  |  |  |  |  |  |  |  |  |  |
| Darío Lopilato      | Alfio «Coqui» Argento              | Principal | Principal | Principal | Principal |  |  |  |  |  |  |  |  |  |  |  |  |  |  |  |  |  |  |  |  |  |  |  |  |  |  |  |  |  |  |  |  |  |  |  |  |  |  |  |  |  |  |  |  |  |  |  |  |  |  |  |  |  |
| Luisana Lopilato    | Paola Argento                      | Principal | Principal | Principal | Principal |  |  |  |  |  |  |  |  |  |  |  |  |  |  |  |  |  |  |  |  |  |  |  |  |  |  |  |  |  |  |  |  |  |  |  |  |  |  |  |  |  |  |  |  |  |  |  |  |  |  |  |  |  |
| La Perra Violeta    | Fatiga                             | Principal | Principal |           |           |  |  |  |  |  |  |  |  |  |  |  |  |  |  |  |  |  |  |  |  |  |  |  |  |  |  |  |  |  |  |  |  |  |  |  |  |  |  |  |  |  |  |  |  |  |  |  |  |  |  |  |  |  |
| Jorgelina Aruzzi    | Azucena                            |           |           |           | Principal |  |  |  |  |  |  |  |  |  |  |  |  |  |  |  |  |  |  |  |  |  |  |  |  |  |  |  |  |  |  |  |  |  |  |  |  |  |  |  |  |  |  |  |  |  |  |  |  |  |  |  |  |  |

## Personajes principales
En Casados con hijos tienen lugar las aventuras de los seis personajes principales y el entorno que los rodea dentro del barrio de Bajo Flores, en la capital argentina. Pepe, Moni, Paola, Coqui y el perro Fatiga (interpretado por la perra Violeta), forman parte de la familia Argento. Sus vecinos son, en tanto, una pareja de bancarios recién casados, llamados Dardo y María Elena Fuseneco.

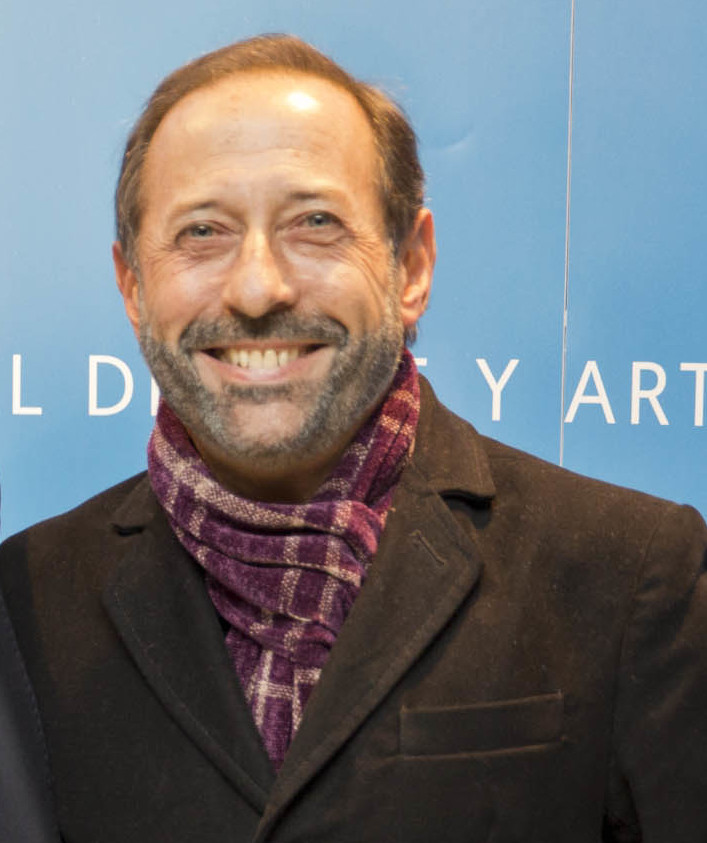
Fotografía de 2016 de Guillermo Francella, actor quien interpreta a Pepe Argento.

José «Pepe» Argento (interpretado por Guillermo Francella): es el protagonista principal, un hombre disgustado con la vida que le tocó y cansado de su familia, la cual provoca la mayoría de sus pesares. Pepe trabaja como empleado en una zapatería ubicada en el local 77 de una galería, con un sueldo exageradamente bajo, conviviendo con sus —según él— molestas clientas. En su juventud era la promesa de club de fútbol Racing y estuvo a punto de debutar en Primera División, hasta que su novia y futura mujer, interrumpió en el estadio en medio de la cancha para confesarle que estaba embarazada (siendo todo eso una mentira), lo que obligó a Pepe a irse con ella del estadio, y a retirarse del fútbol para siempre. Después de eso se casó con "Moni", y tuvo dos hijos llamados "Paola" y "Coqui", y desde ahí su vida se convirtió en un "infierno". Pepe es un apasionado hincha de Racing (al igual que el propio actor).
Pepe es una persona muy maleducada y muy insensible, no piensa en nadie más que en sí mismo. Es muy mezquino y egoísta, no escucha ni le pone atención a nadie, tampoco hace caso a veces. También es vanidoso, en algunos episodios presume ser alguien grande (siendo que en realidad no lo es) cuando está haciendo un labor que lo emociona mucho. También es muy machista y pesimista, cree que la mujer le arruina la vida al hombre al casarse y le destruye la vida y sus sueños para siempre. Esta actitud se debe a que supuestamente "Pepe" (como un trauma para él) se casó con "Moni" y esta le arruinó la vida durante veinte años. Pepe siempre tiene mala suerte, nada le sale bien. En casi todos los capítulos siempre tiene como objetivo lograr algo que lo favorezca (como reemplazar al Chevy por un auto mejor, ganar dinero, lograr un buen negocio, ganar un juego o un partido, ser famoso, etcétera), pero siempre fracasa por culpa de la intromisión de los personajes (ya sea por accidente o por propia voluntad). No importa de que modo lo intente y cuantas veces lo haga, las cosas siempre le salen todo lo contrario a como él las espera.
Le importa mucho lo comercial y hace cualquier cosa para conseguirlo. Siempre les roba objetos ajenos a sus vecinos a Dardo y María Elena debido a que no cuenta con el dinero suficiente para comprarse sus propios objetos por su bajo salario (además de su familia gastárselo todo diariamente). También hay veces que hace esto pidiéndolos prestados, para después quedarse con ellos y no devolverlos nunca. Su familia también roba al mismo estilo que él. Pepe busca siempre ser reconocido u homenajeado por sus vecinos pero desafortunadamente nadie logra reconocerlo, como por ejemplo con frecuencia en varios capítulos la gente confunde su nombre "Pepe" por "Pepo" o "Pipo" o el apellido Argento por "Argenti".
Generalmente su personaje tiene una idea pesimista de la vida y trata de la misma manera a todos los personajes de la serie, principalmente a María Elena y a "Moni". Muchas veces este personaje utiliza monólogos cómicos, soliloquios o frases de la vida o de otros temas en los lapsos que se encuentra solo o cuando se dirige hacia algún objetivo, como al abrir una puerta, al mover su mesa, etcétera. Francella se caracteriza en este personaje por su propia improvisación.

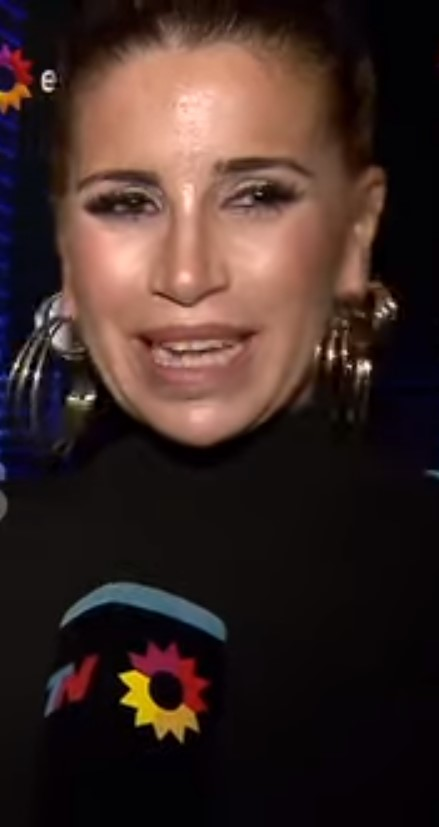
Fotografía de 2019 de Florencia Peña, actriz que interpreta a Moni.

Mónica «Moni» Potrelli de Argento (interpretada por Florencia Peña): es la esposa de Pepe y madre de Coqui y Paola. Moni es la representación de una ama de casa algo incompetente, torpe, extravagante e insatisfecha sexualmente por su marido. Siempre va exageradamente maquillada, lleva pulseras y collares y viste ropas holgadas de colores brillantes. Posee una enmarañada y prominente cabellera rubia (motivo que Pepe suele burlar). No se encarga de la limpieza de la casa ni de comprar comida y gusta de pasar toda la tarde (y en ocasiones todo el día) mirando telenovelas o programas de teleoferta sentada en el sillón (cosa que Pepe y María Elena suelen criticar diariamente), hablando con su madre por teléfono y tomando mate (sin mencionar que no trabaja). También es una fanática de Susana Giménez y de su programa, que no se pierde nunca.
Moni es un desastre cocinando, siempre le sale mal todo lo que cocina con un sabor y un olor terriblemente feo (dejando a cualquiera que la pruebe con un dolor de estómago, e incluso fue indirectamente responsable de que despidan a Dardo de su trabajo gracias a eso en el capítulo El zoo-ilógico o hasta llegó a dejar a Pepe ciego en el capítulo Atrapados sin salida), lo que critican mucho su familia. A veces en un episodio siempre le promete a Pepe cocinarle una rica comida, pero al final de este se puede notar que no cocinó absolutamente nada sin siquiera intentarlo, siendo esto producto de la vagancia de Moni. Moni siempre quiere tener sexo con su marido, algo que Pepe siempre se niega a hacer debido al poco interés y el odio que tiene en su esposa. Y si es que ellos tienen sexo no duran ni medio minuto (o tres minutos como mínimo) a causa de que Pepe nunca quiere ni tampoco tiene ganas por lo mencionado anteriormente, por eso es que Moni siempre esta insatisfecha y a cada rato le pide sexo a su marido (e incluso en los momentos más inoportunos).
Este personaje utiliza varios clichés con frecuencia, como "¡Ay Pepe!", "¡Cafecitooo...!" (cuando acaba de meter la pata), o se refiere a sus hijos como "Chiquitos" o "Pedazos de mierrr...". Al contrario que Pepe, los diálogos de Moni suelen ser rápidos, atolondrados, ingeniosos y sarcásticos. Además, el personaje demuestra tenerle cierta envidia al matrimonio de sus vecinos Dardo y María Elena, especialmente por la satisfacción sexual de la que suelen presumir. Moni se muestra frustrada por la falta de atención que demuestra su marido hacia ella.
Tiene un vocabulario grotesco y da un aspecto de torpeza e incompetencia. Sin embargo, esto varía de una temporada a la otra, rebajando su habla vulgar en la segunda temporada. El apellido de soltera de Moni es Potrelli, es oriunda de Tostado, Santa Fe y cumple años el 12 de mayo (ella lo dice en el capítulo La separación: parte 1).

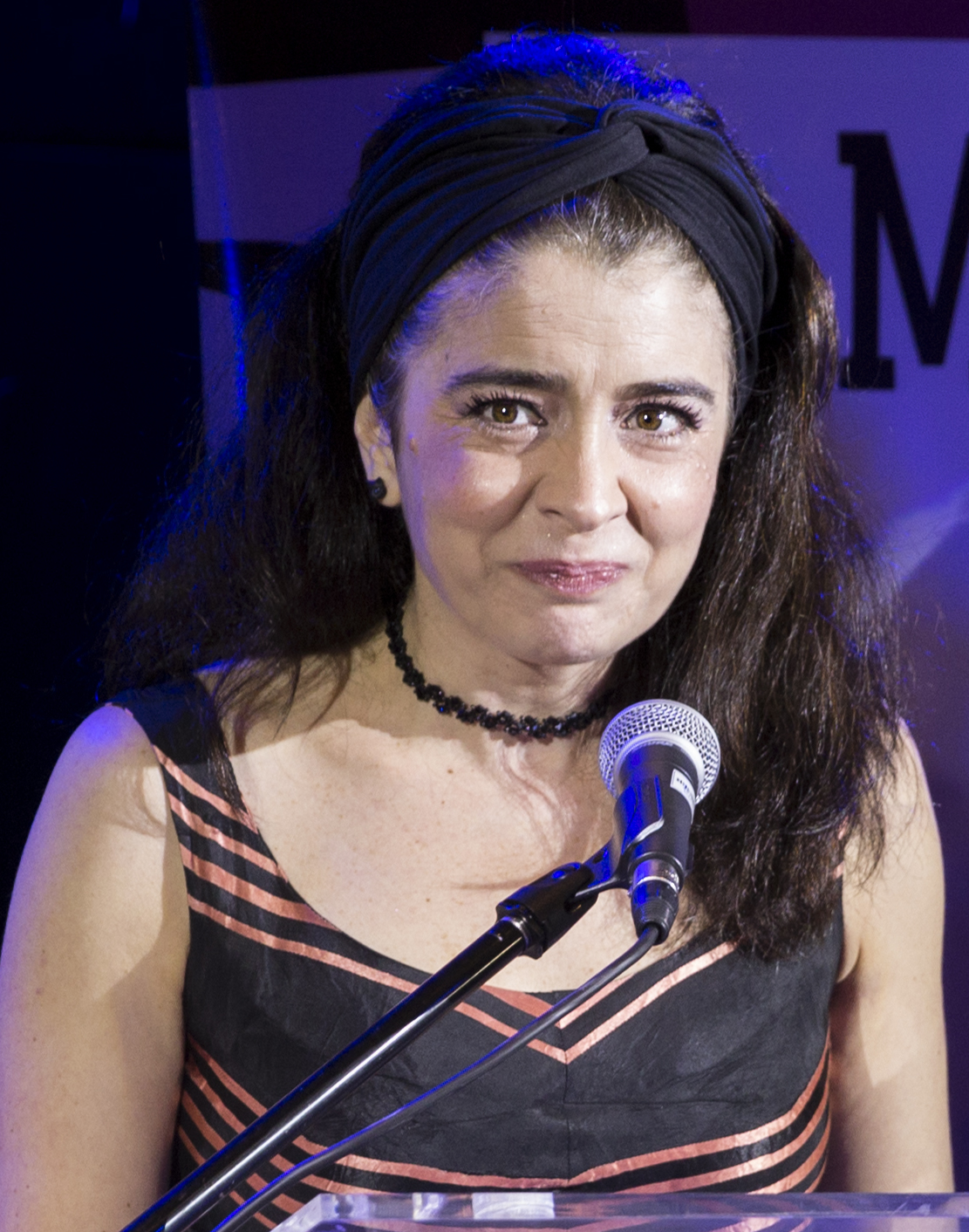
Fotografía de 2017 de Érica Rivas, actriz que interpreta a María Elena.

María Elena Caradagián de Fuseneco (interpretada por Erica Rivas): es la reciente esposa de Dardo Fuseneco y hace poco se mudó junto con él al lado de la casa de los Argento. Su particular obsesión por Dardo la lleva a estar constantemente tras él y suele presumir mucho frente a los Argento su buena relación con este. Es presumida, altanera y suele destacar las cosas que tiene o en las que es superior frente a las demás personas. Tiene una personalidad muy explosiva e inestable, por lo que suele aparecer de un momento a otro un ataque de histeria, se sale de quicio y comienza a gritar deliberadamente, demostrando una tendencia homicida.
Utiliza frecuentemente vestimentas prolijas y de colores muy claros o muy oscuros, a veces aparece utilizando algún complemento extra de su vestimenta como un sombrero. Los planos que se utilizan para este personaje son plano corto y plano largo, por las mismas razones que los demás personajes. María Elena es supuestamente amiga de Moni, aunque muchas veces presume ante ella su matrimonio y su vida lo que genera muchas veces discusiones entre ellas, Moni suele llamarla Yegua.
María Elena odia a Pepe con toda su alma, suele mantener constantemente peleas con él por sus diferencias. Pepe demuestra constantemente un desprecio muy grande hacia ella, quien suele responder casi siempre con diálogos finos y rebuscados insultándolos, hasta que suele darse un estallido de histeria de este personaje. Esto suele suceder muchas veces en la serie porque constituye una clave cómica, y lo hace casi siempre exasperada por las constantes burlas o comentarios de Pepe en contra de ella (como "cara de galleta de campo", "cara de cartel de no estacionar" "carita de tapa de inodoro", "cara de pascualina", "cara de tapa de empanada", "cara de escarapela", entre muchos otros) o su matrimonio.
Supuestamente su sueño más grande es irse a vivir a cualquier lugar con tal de estar lejos de los Argento, porque según menciona en un capítulo ella vive al lado del infierno y solo los separa una medianera.
Dardo Américo Fuseneco (interpretado por Marcelo de Bellis): es un vecino de la familia Argento. Junto con su esposa se mudaron a la casa vecina hacia poco tiempo. Este personaje pronto estableció una relación amistosa con Pepe y siempre actúa como fiel amigo de este, tanto que hasta a veces, ignora a su esposa por prestarle atención o ayudar a su amigo. En varios episodios, Pepe manipula a Dardo fácilmente comparando su amistad con la de Lennon-McCartney.
Vive con su esposa María Elena en la casa vecina a los Argento, en algunas oportunidades se muestra su casa, no tiene hijos y mantiene un matrimonio muy bueno con su mujer y son afectivamente muy apegados. Muchas veces este personaje se muestra un tanto crédulo e ingenuo, casi siempre resultando convencido de hacer ciertas cosas inducidas por Pepe, quien resulta ser un tanto manipulador de su amigo. Y al final termina metiendo en graves problemas a Dardo cuando algo que Pepe planea sale mal (como normalmente suele pasar). Esa es una de las razones de porque la relación entre Pepe y Dardo se rompe, aunque siempre se terminan reconciliando.
El aspecto de este personaje es, alto, musculoso (se destaca mucho su físico en la serie), pelo negro un corto y regularmente despeinado y utiliza ropas de una persona de clase media alta, como camisas, pantalones buenos y bien vestido, aparece con un reloj de aspecto caro. Los colores utilizados para este personaje varían entre claros y oscuros, aunque generalmente son colores claros los que se utilizan. Demuestra ser inteligente y bien instruido, utiliza un vocabulario muy firme y serio. En su pasado, antes de conocer a María Elena, Dardo solía mantener relaciones con mujeres muy deliberadamente. Esto afecta la relación de Dardo con su esposa, por lo que además es muy hablado por Pepe cuando ambos se encuentran juntos.
En la mitad de la primera temporada, Dardo se ausenta un tiempo; marchándose con prostitutas (llamados "gatos" por los personajes de la serie). En ese momento siempre aparecía de incógnito, vestido de empanada, disfrazado, etc. En ese entonces María Elena está consternada, se vuelve más loca y emotiva; y lo busca por todos lados. Se descubren varias de sus situaciones, como la "Pantera Negra" o "la mimosa".
Finalmente vuelve a su casa, y continua normalmente su vida, luego de que su esposa lo perdonara. Un detalle que se muestra en algunos capítulos es que Dardo siente atracción sexual hacia Mónica (sobre todo a su exuberante busto), pero no se atreve a nada por su amistad a Pepe.
Alfio «Coqui» Argento (interpretado por Darío Lopilato): es un joven, cuyo nombre verdadero, pocas veces comentado, es Alfio, que debe portar en "honor" a Alfio Basile (exjugador y entrenador de Racing Club), lo que demuestra el fanatismo de su padre por el fútbol. Su apodo "Coqui" es un diminutivo para "Coco", el mismo apodo de Basile. Se muestra como un adolescente tipo en su aspecto físico pero su personalidad es bastante exagerada, mostrándose completamente como un descerebrado, aunque en muchas oportunidades ha dicho alguna frase inteligente principalmente delante de su hermana, en especial en la primera temporada, ya que en la segunda quisieron resaltar más su torpeza. Aparece frecuentemente vestido con ropas oscuras y un collar, esto es para diferenciarlo del resto de los personajes. Su vocabulario es torpe y precipitado, la mayoría de las veces habla de una manera infantil, y prácticamente no utiliza un vocabulario grosero. Este personaje tiene una muletilla hacia los padres, utilizando la frase característica cuando se dirige a ellos de “papucho” o “mamucha”. 
Se le asigna a este personaje una forma de ser infantil pero que a la vez se muestra con grandes intenciones de tener pareja, aunque no lo puede conseguir debido a que es rechazado. Frecuentemente se muestra exaltado frente a la aparición en algún lugar de mujeres actuando de manera atontada frente a esta situación. Usualmente es el integrante más infravalorado de la familia, con sus padres menospreciándolo y su hermana en varias ocasiones burlándose de él o buscando provocarlo. Cuando las cosas le salen mal o termina haciendo algo que perjudica a la larga a la familia, su padre lo suele reprender llamándolo «boludo».
Muchas veces intentó acercarse a María Elena, aunque siempre fracasando y para completo disgusto de Dardo, quien siempre lo reprende en el intento. A pesar de ser rechazado por las mujeres, Coqui llegó a tener relaciones sexuales con al menos dos de ellas, la novia de su primo Jaime y Barbara Bush (la hija del expresidente de Estados Unidos George W. Bush). Es probable que Coqui haya tenido más de dos relaciones sexuales, aunque esto nunca es confirmado por los personajes en la serie, tal vez por su poca experiencia sexual con respecto a los demás personajes (ejemplos, al final del episodio El debut y despedida de Coqui, Coqui comienza a intimar con la nueva novia de su primo Jaime, repitiéndose la misma historia que el episodio anterior; o en el capítulo Como bola sin manija. donde se muestra mediante flashback que Coqui gastó el dinero destinado a clases de pool, en un jacuzzi con dos mujeres).

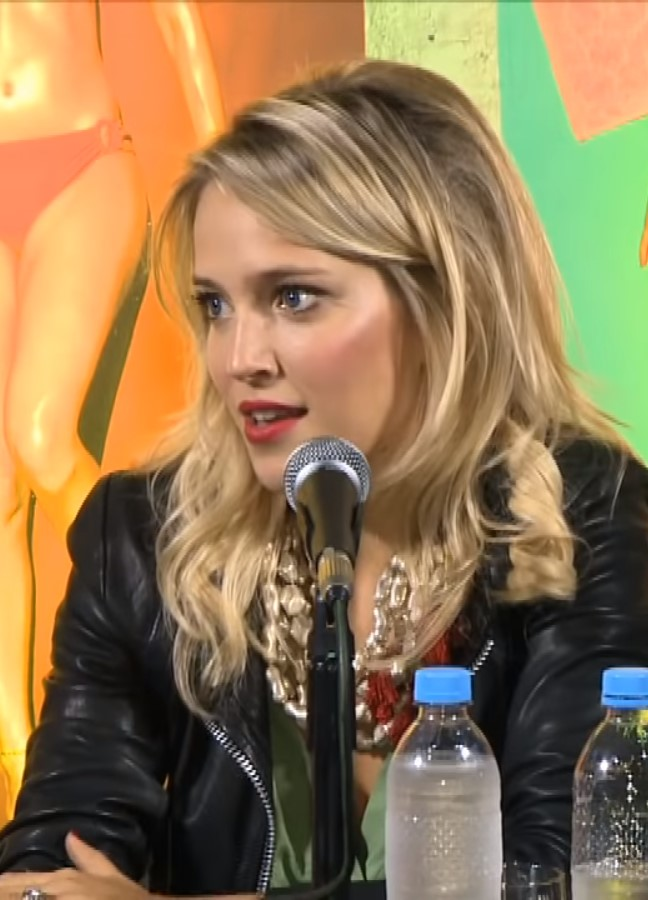
Fotografía de 2014 de Luisana Lopilato, actriz que interpreta a Paola.

Paola Argento (interpretada por Luisana Lopilato): el personaje de Paola aparece pocas veces en comparación a los demás. La ropa que utiliza es muy variada en cuanto a forma y color, aunque frecuentemente aparece vestida con polleras cortas y remeras generalmente de colores claros.
Es la integrante más torpe de la familia Argento, demuestra tener mucha falta de tacto y muy poca sabiduría hacia las cosas (tanto indisciplinariamente, como su vocabulario grotesco), tampoco sabe escribir, decir o leer bien la mayoría de las palabras. Su torpeza la ha llegado a meter en problemas a ella o cualquiera que la rodea. Usualmente la llaman «tarada», en especial su hermano Coqui. Se puede destacar que es fanática de Britney Spears, la cual menciona en muchos capítulos.
A veces, se muestra bastante despierta, en relación con la mayoría de las situaciones, cuando entabla algún tipo de discusión con el hermano, en que, la mayoría de las veces, ella aparece como superior a él y con mayor experiencia de vida, principalmente en el ámbito sexual, sin embargo presenta cierta candidez en aquello que más le atrae: el sexo.
En la segunda temporada no se la ve mucho debido a que Lopilato estuvo grabando la telenovela Alma pirata, repentinamente aparece sobre los finales causando la sorpresa del público y de su padre. Esta ausencia, en un principio se disimula diciendo que se fue a una escuela de modelos, pero más adelante Pepe se ríe de eso y agrega «Está en una escuela modelos (una boludez tengo que decir)» o «La nena me la prometen siempre, no me la traen nunca» o «me dicen que hoy viene la nena, pero después nada».

## Personajes secundarios
Fatiga (interpretado por Violeta, la perra): Fatiga es el perro de la familia, la misma fue incrementándose de a poco a lo largo de la tira. De pelaje beige y contextura grande, generalmente aparece echado en algún lugar, prioritariamente en el vetusto sillón preferido de la familia, sin hacer nada. En el capítulo «Todos los perros van en celo» se descubre que es propiedad de Coqui. Fue muchas veces compañero de Pepe y Coqui cuando ellos realizaban diálogos solo en la sala, hablándole como a un amigo y haciendo reflexiones sobre su vida.
Fatiga hace honor a su nombre, teniendo en sus escenas una actitud completamente cansada, desganada y poco atenta, jamás haciendo prácticamente nada y permaneciendo echado en sillones o almohadones en el piso la mayor parte del tiempo. María Elena lo odia porque siempre le defeca en su propio jardín. Su interpretación recayó en la perra Violeta, de ninguna raza, o mejor dicho, puro perro. Era hermana melliza del perro Betún, también actor, de interpretaciones reconocidas como en Los Simuladores, o del premiado corto Más que el mundo, del realizador Lautaro Núñez de Arco.
El viernes 12 de octubre de 2007, Violeta sufrió un grave accidente que le ocasionó la muerte. Todo sucedió cuando sus amos decidieron dejarla en el hogar familiar y no llevarla con ellos tal como solían hacerlo. Al parecer, la señora que realiza tareas domésticas abrió para ventilar y fue en ese momento que huyó por la ventana hacia su trágico final. «A la noche seguía sin aparecer y la encontramos a un costado de la Panamericana», se lamentó Montenegro, que sospecha que Fatiga pudo confundir el auto de sus dueños y salir así a la ruta.

«Fatiga tiene el mismo criterio que todos los personajes de la tira. Este animal sólo podría ser de la familia Argento».
Guillermo Francella, en una entrevista del diario Clarín.

«Lalo Muñoz» (interpretado por Manuel Wirzt): es amigo de Pepe. Aparece en no más de 10 capítulos en toda la serie. Si bien no se reveló nunca su verdadero nombre, su apellido es revelado durante el primer episodio ("Hogar Dulce Hogar"). Casualmente el actor que lo interpreta participó en Poné a Francella, serie protagonizada por el actor de ese apellido, también protagonista de esta serie. Es compañero de trabajo de Pepe en la zapatería. Forma parte del grupo de amigos de Pepe y Dardo, que a veces juegan al truco o van a los casinos.

## Episodios
| Temporada | Temporada | Episodios | Episodios | Emisión original     | Emisión original        | Rating |
| Temporada | Temporada | Episodios | Episodios | Primera emisión      | Última emisión          | Rating |
| --------- | --------- | --------- | --------- | -------------------- | ----------------------- | ------ |
|           | 1         | 137       | 137       | 12 de abril de 2005  | 22 de diciembre de 2005 | 17.1   |
|           | 2         | 75        | 75        | 14 de agosto de 2006 | 28 de diciembre de 2006 | 21.7   |
|           | 3         | 4         | 4         | 22 de abril de 2020  | 9 de junio de 2020      | –      |

### Comparación entre la primera y la segunda temporada
Al finalizar la grabación de la primera temporada, los episodios no alcanzaban el índice de audiencia esperado. En las repeticiones, la serie se volvió famosa y aclamada por el público. Es por esto que luego de casi un año de las repeticiones (en la mayoría de los casos vista por primera vez por el público), se vio la necesidad de comenzar una segunda temporada. El decorado de la serie había sido desarmado y retirado del lugar, ya que allí se grababan otras series. Se tuvo que volver a armar la ambientación del decorado y volver a reunir al elenco.
En el primer capítulo de la segunda temporada, cuando Pepe vuelve de la Copa Mundial de la FIFA 2006 en Alemania, cuenta la historia vivida, y al ver el nuevo decorado, parecido al original pero no en su totalidad, agrega: "¿No encontraron el decorado del año anterior?".
Cuando comenzó la serie, esta tenía muchas características que cuando se empezó a filmar la segunda parte, se modificaron para corregir ciertos aspectos, renovar el contenido, adaptarse a la situación y redefinir objetivos.
En el aspecto del decorado se ha modificado principalmente el tono de los colores utilizados, por ejemplo, se ha pasado de utilizar un color un tanto opaco a otro color más claro que le da mucha más profundidad al escenario en la sala principal.
El aspecto en la segunda temporada de los escenarios es más prolijo y se define totalmente como una casa de clase media acomodada, estableciéndose una gran diferencia entre lo que se ve y lo que se dice, también lo que fue mejorado fue la producción del programa, en la primera temporada se podía ver hasta los micrófonos arriba cosa que en la segunda temporada no pasaba.
En cuanto a lo técnico, la relación de aspecto de la primera temporada era de 4:3, cambiado en la segunda por una proporción de 16:10 (en cuanto a transmisión, ya que en cuanto a grabación, ambas temporadas fueron filmadas en 4:3).
En la forma de ser los personajes ha cambiado en gran aspecto el personaje de Pepe: en la primera temporada se notaba que discriminaban y degradaban mucho a la mujer, principalmente a su esposa-madre, y utilizaban muy frecuentemente malas palabras. En la segunda temporada esto se modificó haciendo que Pepe no fueran tan agresivo hacia la mujer y que no insultara tanto.
En otro aspecto que el personaje de Pepe cambió fue en que en la primera temporada tenía con frecuencia un aspecto que se acercaba a una persona de clase media baja y en la temporada 2 el aspecto en cuanto a la vestimenta principalmente cambió a mostrarse como una persona de clase media.
Moni en la segunda temporada, junto con el cambio en la personalidad de Pepe, comenzó a imponerse un poco más él.
Una modificación que no fue significativa pero que marcó un cambio entre las dos temporadas es el de la introducción. En la primera temporada esta era una secuencia de presentación de personajes a través de su aparición en forma de caricatura, una forma clásica que se utiliza en las sitcom estadounidenses. Esta presentación fue realizada por el estudio Boogieman Media. En la segunda temporada se ha hecho la presentación de personajes haciendo una secuencia de partes de capítulos que los presentan. Ambas aperturas son acompañadas por el tema original "Muy Casados", compuesto por Sergio Vainikoff e inspirado en "Mr. PInstripe Suit" de Big Bad Voodoo Daddy.
Por otro lado el personaje de Dardo cambió en cierta manera, ya que en la primera temporada daba el aspecto de ser un hombre muy serio, en la segunda temporada paso a tener una actitud más cómica y liberada. Esto se debe a una readaptación que tuvo que hacerse de este personaje debido a un cambio de actores que hubo en la serie original estadounidense que interpretaban el mismo papel.
María Elena presenta nuevas locuras en su mente, entre ellas "la Nena" (su nueva hija imaginaria), además de su corte de pelo, que en la primera temporada era más corto "casquito" (según Pepe), y en la segunda es un poco más largo.
Otro aspecto que, si bien pasó desapercibido para muchos, fue importante. En la primera temporada, casi todos los capítulos respetaron el guion original de la serie estadounidense Married... with children, mientras que en la segunda temporada se produjeron varios cambios, incluso mezclándose contenidos de varios episodios originales en uno solo, o reconstruyendo los guiones para lograr una historia más adaptada al humor local.

### Último capítulo del otip
El último capítulo de la sitcom fue transmitido por Telefe el día 28 de diciembre de 2006, y promedió un total de 29.2 puntos de rating,superando a Sos mi vida, una comedia de eltrece, que marcó 25.5 puntos. Como algunas ediciones especiales, esta vez el programa tuvo público en vivo.
Comenzando el episodio, Pepe baja rápidamente por las escaleras cuando escucha el timbre. Eran sus vecinos, los Fuseneco, quienes destacan que en la casa de Pepe los muebles están tapados con sábanas, típico de mudanzas. Entonces ahí bajan Moni, Paola y Coqui, cantando «Presente» de Vox Dei y les transmiten a sus vecinos que se iban a mudar a una chacra en Santa Fe, cerca de donde vive la madre de Moni. En alusión a esto, empiezan un brindis de despedida y María Elena, se alegra. Tras destacar que no los quería ver más, los Argento se abrazan y le gritan: «¡Mentira!». Los Argento hicieron esta broma para el Día de los Inocentes, pero en realidad el día de los inocentes era dentro de una semana, y ellos se justificaron diciendo que no podían esperar; Dardo se alegra bastante al darse cuenta de la broma, mientras que María Elena se espanta y se desmaya.
A la noche, Pepe organizó una picada para sus vecinos, los cuales fueron a lo de los Argento. En un momento, a Dardo le suena el celular, era el gerente del banco en el cual él y su esposa trabajan, y les comunica que fueron sorteados para ir a trabajar en una sucursal del banco en París, Francia. Cuando Dardo les comunica a los Argento, ellos no le creen, y hacen referencia a una supuesta venganza por la broma que le hicieron, pero Dardo se olvida el celular en la casa de los Argento y recibe una llamada de su Gerente que Pepe atiende, confirmándole la hora del viaje.
Al día siguiente, entre lágrimas y despedidas, Pepe y Moni se despiden de ellos, mientras que Coqui y Paola los acompañan a Ezeiza. Después de despedirlos, entran a la casa los nuevos vecinos, que resultan ser Pablo Echarri, junto a Mariela Fernández. Se da un diálogo introductorio igual al del primer capítulo de la serie, en el cual se presentaron los Argento y los Fuseneco, por lo que denota que los nuevos vecinos son iguales a los anteriores.

## Sketches
Debido al gran éxito del programa, en años posteriores se realizan diferentes sketches cuando uno de los protagonistas visitaba un programa, donde el actor revivía a su personaje.
- 2014: Florencia Peña reencarnó a Moni Argento en un sketch del programa La Nave de Marley, junto a Marley (Pepe), Nazareno Mottola (Coqui) y Noelia Marzol (Paola).
- 2017: Florencia Peña reencarnó a Moni Argento en un sketch en el programa Cortá por Lozano, junto a Veronica Lozano (Maria Elena).
- 2019: Darío Lopilato y Marcelo de Bellis reencarnaron a Coqui Argento y Dardo Fuseneco en un sketch nuevamente en Cortá por Lozano, junto a Veronica Lozano (Moni), Tamara Pettinato (Paola) y Costi (Maria Elena).
- 2020: Florencia Peña y Darío Lopilato reencarnaron a Moni Argento y Coqui Argento en el sketch de Cortá por Lozano, junto a Tamara Petinatto como una asistente social.
- 2020: El elenco (exceptuando a Érica Rivas) protagonizan sketchs vía IGTV.
- 2021: Darío Lopilato y Guillermo Francella reencarnaron a Pepe Argento y Coqui Argento en los ocho anuncios de la marca de alimentos Arcor por el aniversario número 70.
- 2022: Guillermo Francella reencarnó a Pepe Argento en seis anuncios del sitio de apuestas Bplay con motivo de la Copa Mundial de Fútbol de 2022.

## Versión teatral

### Regreso al teatro
Tras varios rumores de una posible tercera temporada, Francella comentó: "Es verdad que yo no quiero volver a hacerlo. No hay más capítulos para adaptar y eso impide hacerlo de nuevo". Más tarde, mientras dialogaba con Rodrigo Lussich de la Radio 10 de Buenos Aires, aseguró que "repetir esquemas me parece que no da. Yo creo que hay que dejarlo. Fueron dos años maravillosos". Por su parte, Florencia Peña declaró que no volvería para una tercera temporada, comentó: "Creo que a Guillermo también le pasa, es que decidimos no seguir con esta serie porque son personajes tan fuertes y nosotros somos actores curiosos que necesitamos ir superando nuestra marca y sentíamos que si nos quedábamos ahí". Mientras tanto, Marcelo de Bellis dijo: "Guillermo Francella está a punto de firmar con Telefe".
Sin embargo, Francella se encargó de desmentir este comentario. Por su parte Érica Rivas comentó: "Hoy no tengo nada mejor para ofrecer en televisión, así que me parece maravilloso que sigan pasándolo, me gustaría que pudiéramos hacer muchos más capítulos y que hubiera más para mostrar".
Hacia fines de 2018, Francella y de Bellis afirmaron que se encontraban proyectando el regreso de la serie en una versión teatral hacia 2019. Por motivos de compromisos laborales de Florencia Peña, el proyecto no se concretó. El día 2 de agosto de 2019 se confirmó que los integrantes de la serie firmaron un contrato para el regreso de Casados Con Hijos. La obra además iba a repetir el dúo autoral que desarrolló la adaptación argentina de la serie, Diego Alarcón y Axel Kuschevatzky.
El 1 de diciembre de 2019 Florencia Peña anuncio en el programa de Susana Giménez que estaría el elenco completo menos la perra Violeta quien interpretaba a Fatiga, quien años atrás sufrió un accidente y falleció.
Mientras que, a principios de 2020, Érica Rivas no figuró como parte del elenco, lo que causó que algunos espectadores comenzaran a exigir que les devuelvan el dinero de la entrada. En este contexto, Érica Rivas explicó: “... siempre expresé preocupación y compromiso, no solo por mi personaje, sino por el mensaje general y las ideas que se exponen a través de los chistes. Hoy cambió el paradigma y hay cosas de las que ya no nos podemos reír”, quizás aludiendo a ciertos contenidos machistas de la serie. También aclaró que no fue ella quien divulgó esta información a la prensa y además, exigió una explicación de parte de las productoras al frente del proyecto, RGB Entertainment, de Gustavo Yankelevich, y Telefe, quienes señalaron que no había ningún contrato firmado y que la desvinculación se dio por "desacuerdo artístico". Finalmente en abril de 2020 se confirmó la ausencia de la actriz en la obra.

### Estreno
La obra teatral iba a estrenarse el 12 de junio de 2020 y continuar por julio y agosto, pero en vista a las medidas sanitarias tomadas por la pandemia de Coronavirus, debió ser pospuesta. Inicialmente, la obra había sido pospuesta para enero de 2021, pero debido a la persistencia de la enfermedad y de la continuidad de las medidas sanitarias durante el resto del año, el 15 de octubre, la productora tomó la decisión de cancelarla definitivamente.
El 18 de abril de 2022, se retomó la idea de volver y se hizo oficial mediante las redes sociales, la obra finalmente se estrenó el 5 de enero de 2023, en cuestión de sold-out en el Teatro Gran Rex.

## Premios y nominaciones
| Año  | Premio               | Categoría                      | Nominado            | Resultado |
| ---- | -------------------- | ------------------------------ | ------------------- | --------- |
| 2005 | Premio Clarín        | Mejor actriz de televisión     | Florencia Peña      | Nominada  |
| 2005 | Premio Clarín        | Revelación masculina           | Darío Lopilato      | Nominado  |
| 2006 | Premio Clarín        | Mejor comedia                  | Casados con hijos   | Nominada  |
| 2006 | Premio Clarín        | Actriz de comedia              | Érica Rivas         | Ganadora  |
| 2006 | Premio Clarín        | Actriz de comedia              | Florencia Peña      | Nominada  |
| 2007 | Premio Clarín        | Actor de comedia               | Guillermo Francella | Nominado  |
| 2007 | Premio Clarín        | Actriz de comedia              | Érica Rivas         | Nominada  |
| 2007 | Premio Clarín        | Actriz de comedia              | Florencia Peña      | Nominada  |
| 2005 | Premio Martín Fierro | Mejor comedia                  | Casados con hijos   | Ganadora  |
| 2005 | Premio Martín Fierro | Actor protagonista de comedia  | Guillermo Francella | Ganador   |
| 2005 | Premio Martín Fierro | Actriz Protagonista de Comedia | Érica Rivas         | Nominada  |
| 2005 | Premio Martín Fierro | Actriz Protagonista de Comedia | Florencia Peña      | Ganadora  |
| 2006 | Premio Martín Fierro | Mejor comedia                  | Casados con hijos   | Nominada  |
| 2006 | Premio Martín Fierro | Actriz protagonista de comedia | Florencia Peña      | Nominada  |
| 2006 | Premio Martín Fierro | Actor de reparto en comedia    | Darío Lopilato      | Nominado  |
| 2006 | Premio Martín Fierro | Actriz de reparto en comedia   | Érica Rivas         | Ganadora  |
| 2006 | Premio Martín Fierro | Actriz de reparto en comedia   | Luisana Lopilato    | Nominada  |